# 133 av. J.-C.
Cette page concerne l'année 133 av. J.-C. du calendrier julien proleptique.

## Événements
- 20 août 134 av. J.-C. (1er janvier 621 du calendrier romain) : début à Rome du consulat de Lucius Calpurnius Piso Frugi et Publius Mucius Scævola[1].
- 15 mars : le consul Calpurnius Pison est envoyé en Sicile pour réprimer la révolte des esclaves menée par le Syrien Eunus[2]. Il est victorieux à Messine, après que plusieurs légions eurent été défaites avant son arrivée sur l'île[3].
- Printemps[4] : mort d’Attale III, roi de Pergame depuis 159 av. J.-C., qui laisse un testament faisant du peuple romain l’héritier de son royaume et accorde la liberté à Pergame et à Sardes. Rome, aidée par le roi du Pont Mithridate V, met trois ans à vaincre la résistance du fils naturel d’Eumène II, Aristonicos, qui refuse de reconnaître la validité du testament et se proclame roi sous le nom d’Eumène III (Province d’Asie en 129 av. J.-C.)[5].
- Juin : loi agraire de Tiberius Gracchus (lex Sempronia). Un triumvirat agraire est élu pour faire appliquer la loi[2]. Le trésor d’Attale III de Pergame permet sans doute de financer la réforme agraire (cadastration, lotissement, fourniture aux nouveaux bénéficiaires d’un capital de départ, selon Plutarque).
- 20 juillet : Tiberius se fait massacrer au cours d’une émeute provoquée par les sénateurs, sous la conduite de Scipion Nasica, avant la tenue des comices tributes[1].
- Juillet-août : prise et destruction de Numance en Espagne par Scipion Émilien après neuf mois de siège. Les habitants de l’oppidum préfèrent le suicide à la soumission à Rome. Fin de la Guerre de Numance (soumission des Celtibères). Des soulèvements partiels continueront en Espagne pendant un siècle encore[6].
  - Jugurtha participe au siège de Numance aux côtés de Scipion Émilien avec la cavalerie numide[7]. Il y remporte l’estime du général romain et est accueilli triomphalement à son retour en Numidie.

- Bataille de Mayi. Échec d'une tentative chinoise pour piéger le chanyu des Xiongnu Junchen dans la ville frontière de Mayi (aujourd'hui, Shuozhou, dans le Shanxi). La paix entre les Xiongnu et les Han est définitivement rompue[8].

## Décès
- Printemps : Attale III, roi de Pergame.
- 20 juillet : Tiberius Gracchus, assassiné pendant son tribunat.